# Osiedle Spółdzielców (Ostrowiec Świętokrzyski)

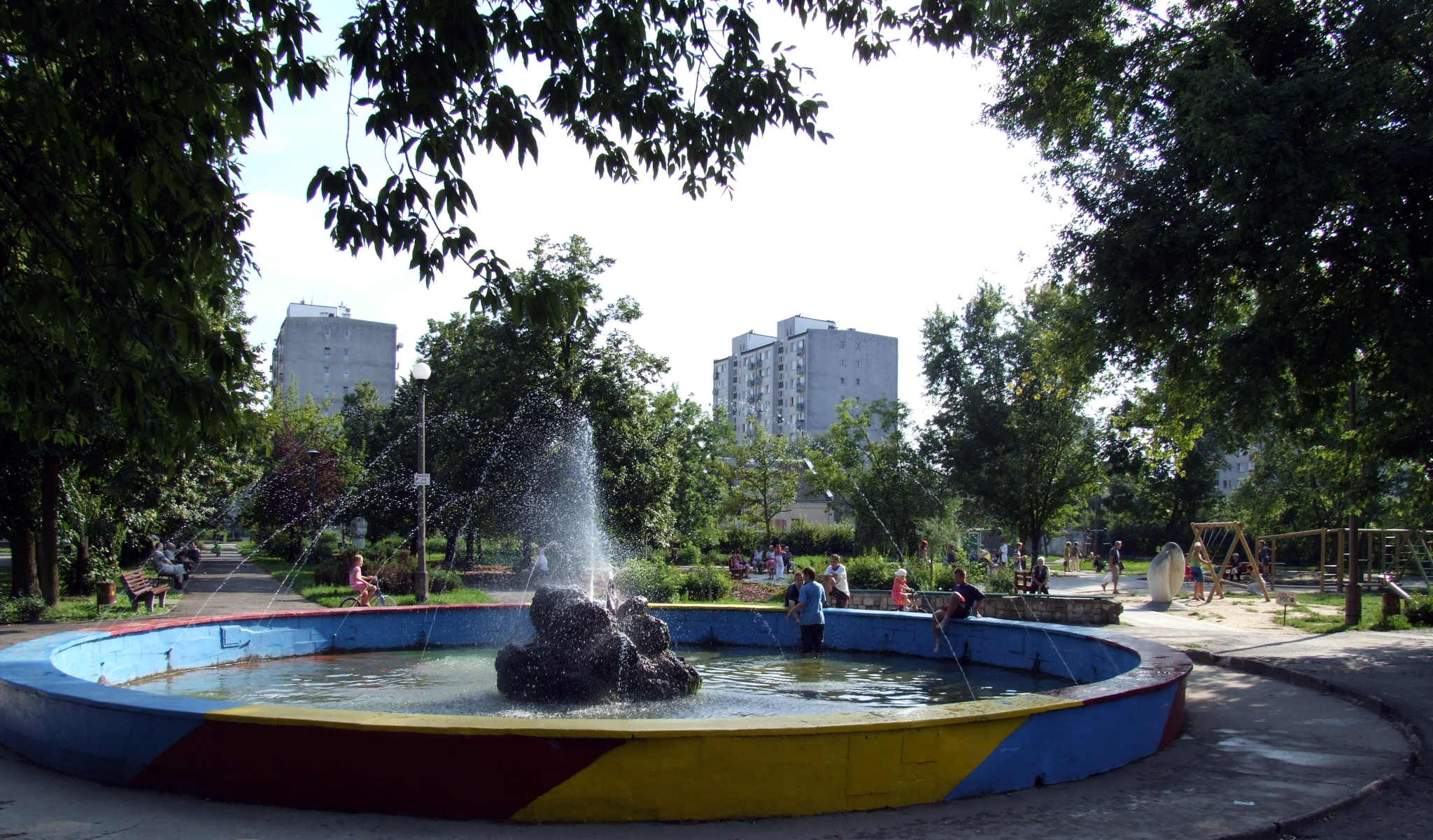
Park w centrum osiedla „Spółdzielców”

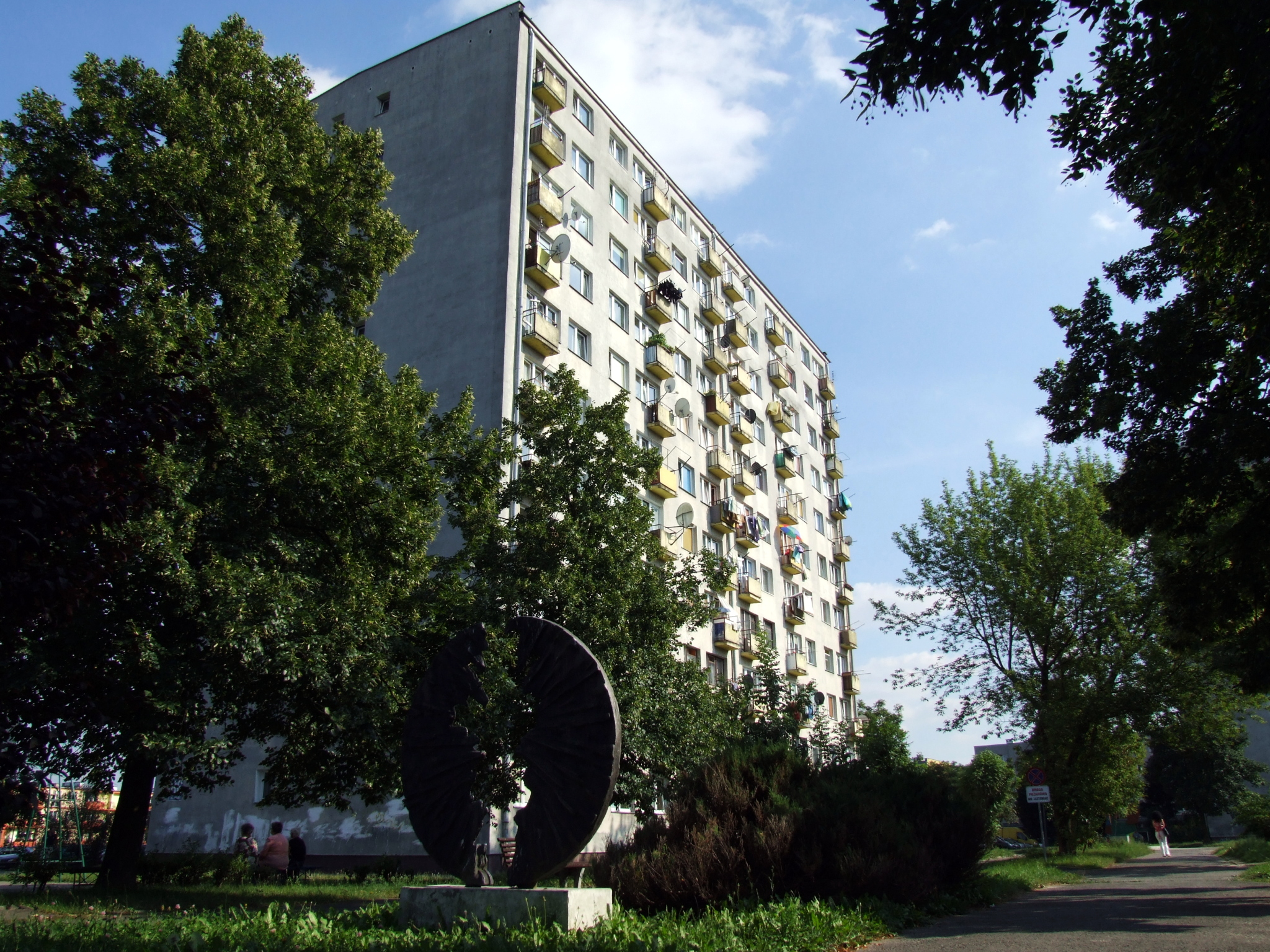
Blok przy ul. Polnej na osiedlu

Osiedle Spółdzielców – osiedle samorządowe Ostrowca Świętokrzyskiego położone w jego centralnej części. 
Na osiedlu znajduje się publiczne Gimnazjum Nr 2 oraz Liceum Ogólnokształcące nr II im. Joachima Chreptowicza.
Osiedle początkowo nosiło nazwę Osiedla 25-lecia PRL, jednak na skutek ustawy dekomunizacyjnej, w 2018 Rada Miasta podjęła decyzję o zmianie nazwy na Osiedle Spółdzielców.

## Zasięg terytorialny
Osiedle obejmuje swym zasięgiem następujące ulice: Iłżecka (nieparzyste numery 61-79), Kopernika (nieparzyste 27-35 i parzyste 10-42), Polna (parzyste 42-82), Jana Rosłońskiego, Ludwika Waryńskiego (parzyste 26-32) i Wspólna (parzyste 2-44).